# Verva ActiveJet
La Verva ActiveJet Pro Cycling Team (codice UCI: VAT) era una squadra maschile polacca di ciclismo su strada. Attiva nel professionismo dal 2014 al 2016, nelle prime due stagioni ebbe licenza Continental mentre nel 2016 salì alla categoria Professional Continental.

## Cronistoria

### Annuario
| Anno | Codice | Nome                             | Cat. | Biciclette | Dirigenza                                                                                             |
| ---- | ------ | -------------------------------- | ---- | ---------- | --- |
| 2014 | AJT    | ActiveJet Team                   | CT   | Trek       | Manager: Piotr Bieliński Dir. sportivi: Piotr Kosmala                                                 |
| 2015 | AJT    | ActiveJet Team                   | CT   | Trek       | Manager: Piotr Kosmala Dir. sportivi: Piotr Kosmala, Dariusz Bigos, Piotr Chmielewski                 |
| 2016 | VAT    | Verva ActiveJet Pro Cycling Team | PCT  | Trek       | Manager: Piotr Kosmala Dir. sportivi: Piotr Kosmala, Dariusz Banaszek, Piotr Bieliński, Dariusz Bigos |

### Classifiche UCI
Aggiornato al 31 dicembre 2016.
| Anno | Class.    | Pos. | Migliore cl. individuale |
| ---- | --------- | ---- | ------------------------ |
| 2014 | Europe T. | 46º  | Paweł Franczak (108º)    |
| 2015 | Europe T. | 31º  | Paweł Bernas (46º)       |
| 2016 | Europe T. | 25º  | Paweł Franczak (143º)    |

## Palmarès
Aggiornato al 31 dicembre 2016.

### Grandi Giri
- Giro d'Italia

Partecipazioni: 0
- Tour de France

Partecipazioni: 0
- Vuelta a España

Partecipazioni: 0

## Organico 2016
Aggiornato al 24 settembre 2016.

### Staff tecnico
|  | Naz.               |        | Sportivo         |  |  |  |
|  | ------------------ | ------ | ---------------- |  |  |  |
|  | Polonia (bandiera) | GM, DS | Piotr Kosmala    |  |  |  |
|  | Polonia (bandiera) | DS     | Dariusz Banaszek |  |  |  |
|  | Polonia (bandiera) | DS     | Piotr Bieliński  |  |  |  |
|  | Polonia (bandiera) | DS     | Dariusz Bigos    |  |  |  |

### Rosa
|  | Naz.                 |  | Sportivo              | Anno |  |  |
|  | -------------------- |  | --------------------- | ---- |  |  |
|  | Polonia (bandiera)   |  | Stanisław Aniołkowski | 1997 |  |  |
|  | Polonia (bandiera)   |  | Adrian Banaszek       | 1993 |  |  |
|  | Polonia (bandiera)   |  | Norbert Banaszek      | 1997 |  |  |
|  | Polonia (bandiera)   |  | Paweł Bernas          | 1990 |  |  |
|  | Polonia (bandiera)   |  | Łukasz Bodnar         | 1985 |  |  |
|  | Polonia (bandiera)   |  | Paweł Charucki        | 1988 |  |  |
|  | Polonia (bandiera)   |  | Paweł Cieślik         | 1986 |  |  |
|  | Polonia (bandiera)   |  | Paweł Franczak        | 1991 |  |  |
|  | Polonia (bandiera)   |  | Kamil Gradek          | 1991 |  |  |
|  | Rep. Ceca (bandiera) |  | Karel Hník            | 1991 |  |  |
|  | Germania (bandiera)  |  | Jonas Koch            | 1977 |  |  |
|  | Polonia (bandiera)   |  | Michał Podlaski       | 1988 |  |  |
|  | Polonia (bandiera)   |  | Jiří Polnický         | 1989 |  |  |
|  | Spagna (bandiera)    |  | Jordi Simón           | 1990 |  |  |
|  | Polonia (bandiera)   |  | Adam Stachowiak       | 1989 |  |  |
|  | Polonia (bandiera)   |  | Daniel Staniszewski   | 1997 |  |  |